# Felder Hof
Felder Hof, bis 1935 offiziell nur Feld genannt, ist eine Hofschaft in der bergischen Großstadt Solingen.

## Geographie
Felder Hof liegt im Solinger Stadtteil Wald, nördlich der Wittkuller Straße im Norden des Walder Ortskerns. Der Ort befindet sich auf einem Höhenzug oberhalb des Ittertals im Süden von Obenitter. Östlich des Felder Hofes liegt Schneppert, südöstlich liegt die Hofschaft Sorgenhaus. Im Süden liegen das ehemalige Fabrikareal von C. Grossmann Stahlguss und Adamsfeld. Im Westen liegt der Gewerbepark Solingen-Wald sowie die Ortslage Itterberg.

## Etymologie
Die ursprünglich nur Feld genannte Hofschaft verdankt ihren Namen der Bezeichnung für eine landwirtschaftlich genutzte Fläche. Der 1935 gewählte Zusatz Hof dient nur der Unterscheidung von den anderen Bauernhöfen mit dem Namen Feld auf Solinger Stadtgebiet, vor allem I., II., III. und IV. Feld in Dorp.

## Geschichte
Bereits im Heberegister des Stiftes Gerresheim wird der Bauernhof Feld (super campum) bei Wald als zinspflichtiger Hof genannt; das Heberegister entstand unter der Äbtissin Guda (1212/1232). Möglicherweise liegen die Wurzeln von Feld demnach schon am Anfang des 13. Jahrhunderts. Gesichert lässt sich die Hofschaft Feld bis in das 16. Jahrhundert zurückverfolgen. Im Jahre 1715 in der Karte Topographia Ducatus Montani, Blatt Amt Solingen, von Erich Philipp Ploennies, ist der Ort mit einer Hofstelle verzeichnet und als Feld benannt. Der Ort gehörte zur Honschaft Itter innerhalb des Amtes Solingen. Die Topographische Aufnahme der Rheinlande von 1824 verzeichnet den Ort als auf d. Feld und die Preußische Uraufnahme von 1844 als Feld. In der Topographischen Karte des Regierungsbezirks Düsseldorf von 1871 ist der Hof ebenfalls als Feld verzeichnet.
Nach Gründung der Mairien und späteren Bürgermeistereien Anfang des 19. Jahrhunderts gehörte der Ort zur Bürgermeisterei Wald. 1815/16 lebten 80, im Jahr 1830 90 Menschen in Feld. 1832 war der Ort Teil der Ersten Dorfhonschaft innerhalb der Bürgermeisterei Wald, dort lag er in der Flur I. (Wittkull). Der nach der Statistik und Topographie des Regierungsbezirks Düsseldorf als Hofstadt kategorisierte Ort besaß zu dieser Zeit 17 Wohnhäuser, eine Fabrikationsstätte bzw. Mühle und neun landwirtschaftliche Gebäude. Zu dieser Zeit lebten 70 Einwohner im Ort, davon acht katholischen und 62 evangelischen Bekenntnisses. Die Gemeinde- und Gutbezirksstatistik der Rheinprovinz führt den Ort 1871 mit 24 Wohnhäusern und 130 Einwohnern auf. Im Gemeindelexikon für die Provinz Rheinland von 1888 werden für Feld 30 Wohnhäuser mit 201 Einwohnern angegeben. 1895 besitzt der Ortsteil 17 Wohnhäuser mit 122 Einwohnern, 1905 werden 22 Wohnhäuser und 138 Einwohner angegeben.
Mit der Städtevereinigung zu Groß-Solingen im Jahre 1929 wurde die Hofschaft Feld ein Teil Solingens. Nach der Städtevereinigung gab es noch diverse weitere Höfe namens Feld in Solingen, darunter I., II., III. und IV. Feld sowie mehrere Feldstraßen. Zur besseren Unterscheidbarkeit erhielt das Walder Feld am 26. April 1935 den Namen Felder Hof. Im Zuge des Neuordnungsprogramms für die Hofschaften wurden Ende der 1970er Jahre auch am Felder Hof einige Gebäude zur Wittkuller Straße umnummeriert, die Straßenbezeichnung Felder Hof blieb für mehrere kleine Stichstraßen aber erhalten. Obwohl in den 1960er und 1970er Jahren viele Fachwerkhäuser am Felder Hof vollends vernachlässigt und abgerissen wurden, stehen heute noch einige. Von ihnen stehen seit 1984/1985 die Gebäude Felder Hof 14, 19, 39 und 44 sowie Wittkuller Straße 125a unter Denkmalschutz.

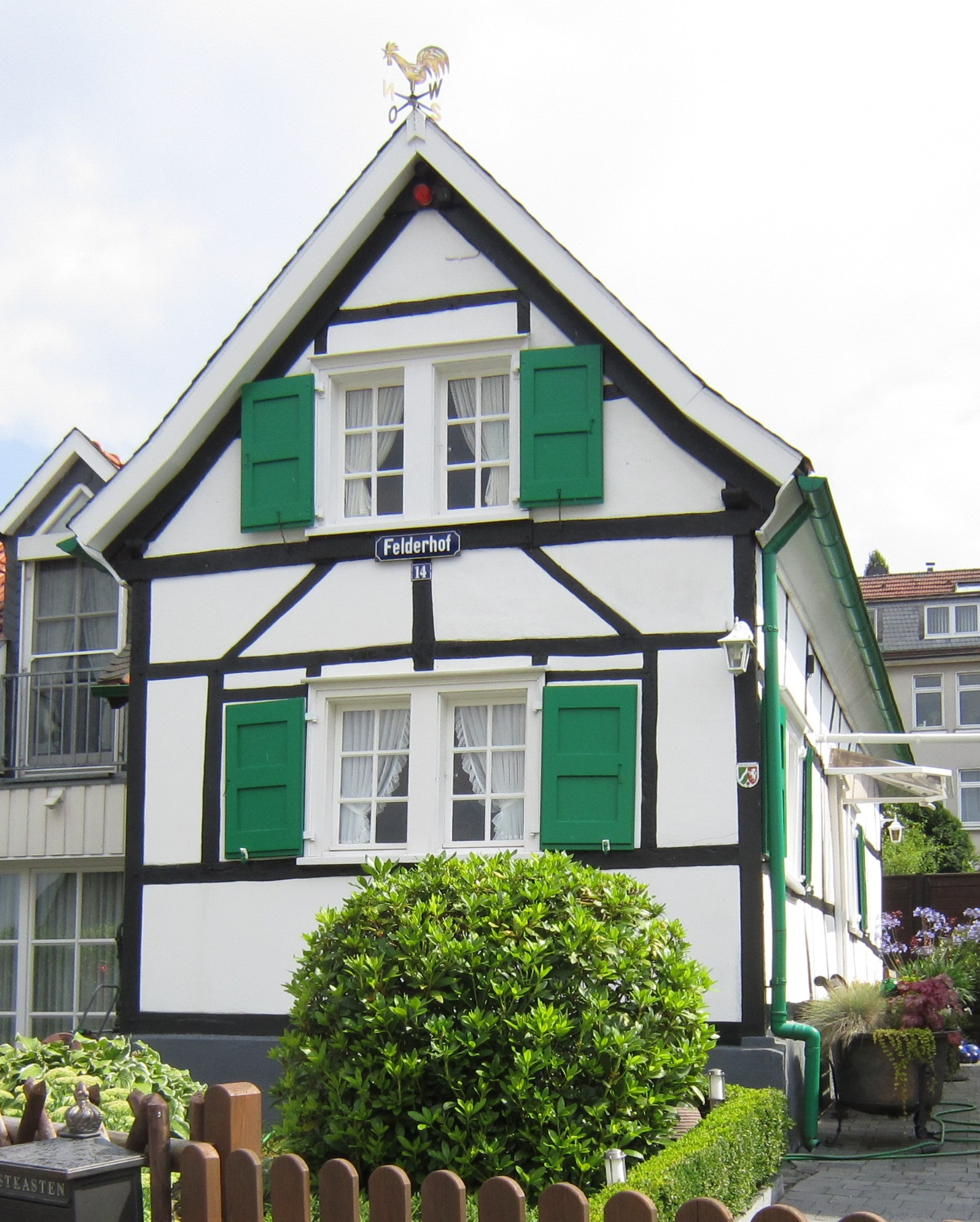
Felder Hof 14
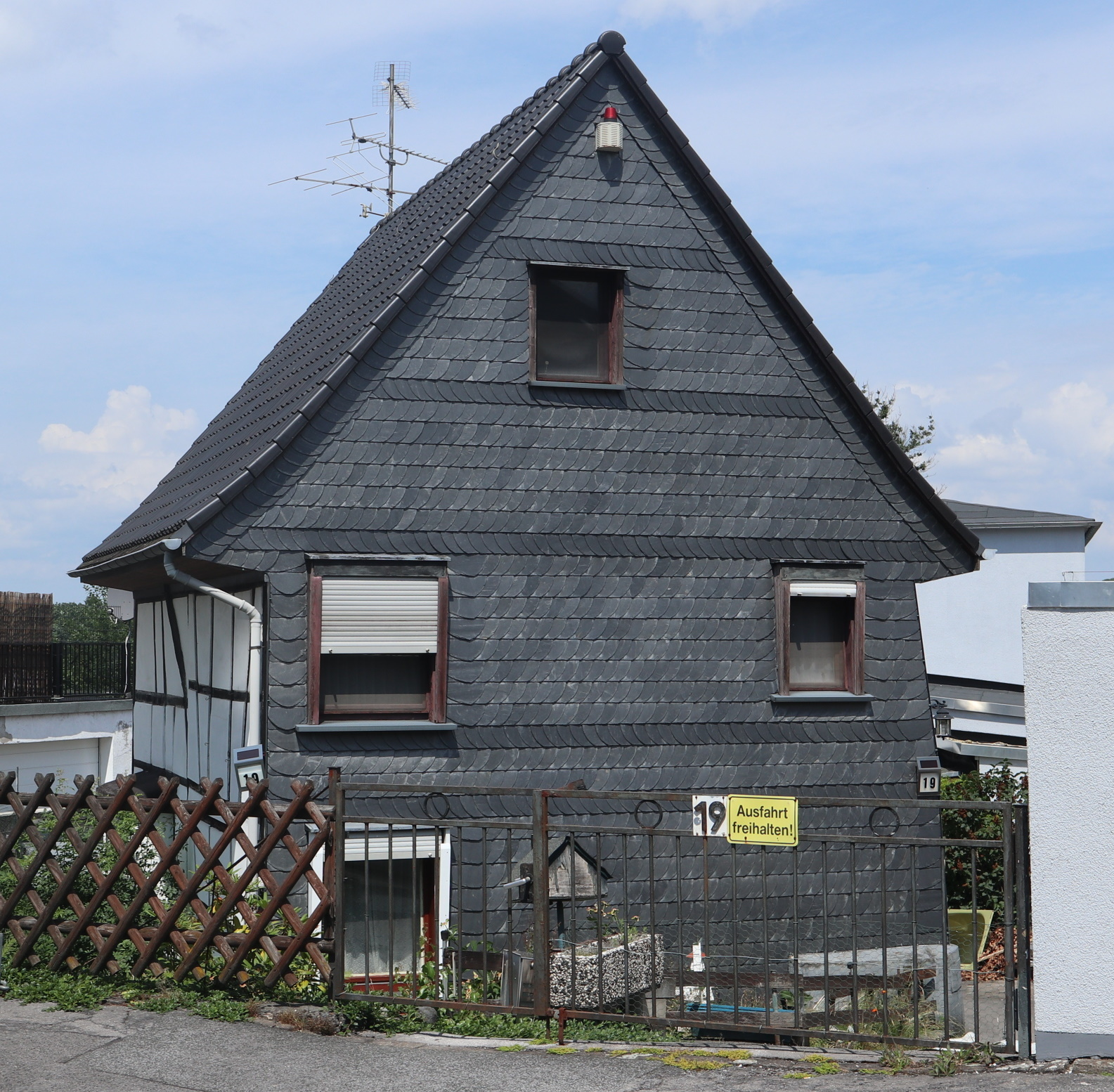
Felder Hof 19
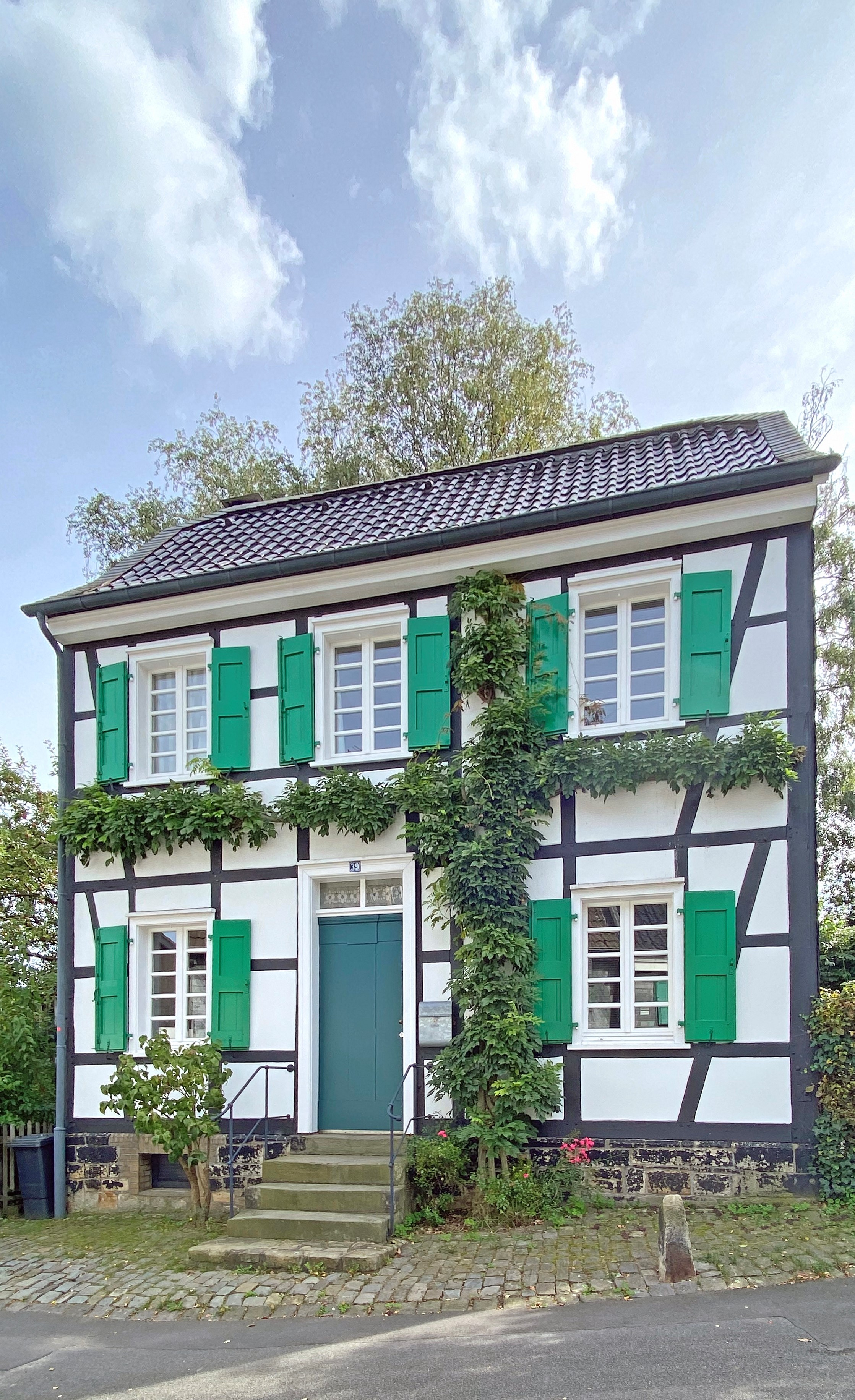
Felder Hof 39
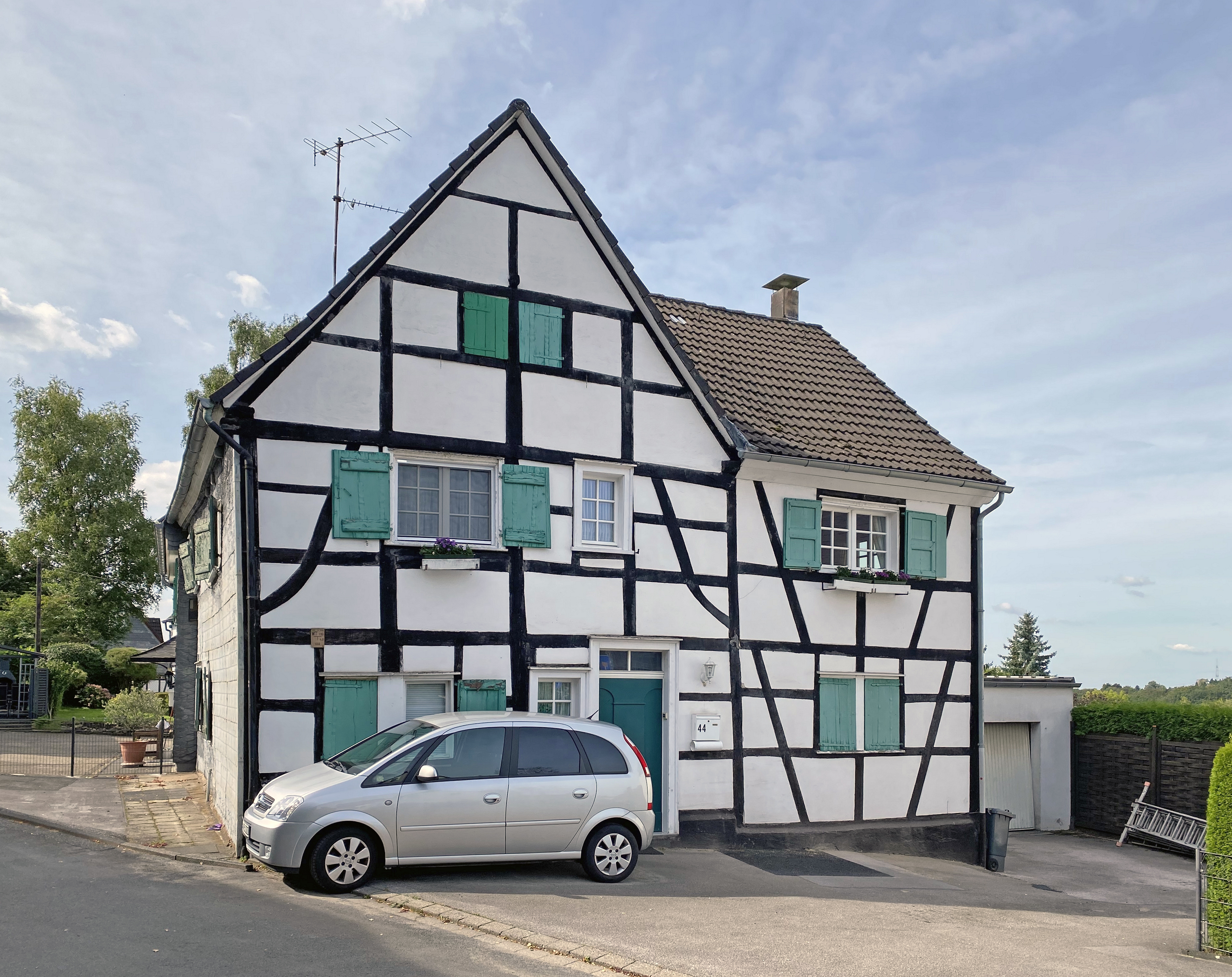
Felder Hof 44